# Traitement antireflet

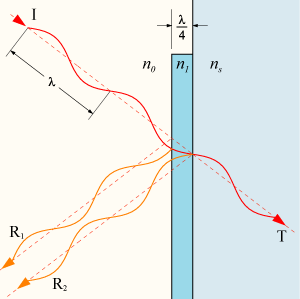
Schéma de principe d'un traitement antireflet. On observe un phénomène d'interférence dans la couche de traitement d'une épaisseur de λ/4.

Un traitement antireflet est un traitement de surface permettant de diminuer la part de lumière réfléchie et donc augmenter la part de lumière transmise au travers d'un dioptre. Il existe plusieurs méthodes : certaines consistent à déposer un assemblage lamellaire de matériaux diélectriques en surface, d'autres à effectuer une corrugation[C'est-à-dire ?] de la surface du matériau. Ces deux techniques visent à diminuer voire annuler le coefficient de réflexion de la lumière sur un spectre donné de longueurs d'onde. 
Peu présents avant les années 1970, les traitements antireflets sont aujourd'hui appliqués dans de multiples domaines de l'optique. Ils sont notamment utilisés sur les objectifs d'appareils photo, sur les verres ophtalmiques, et sur les lames optiques de laboratoire.  

## Historique
Le sujet du traitement des verres est survenu au XIXe siècle lorsque Lord John William Strutt Rayleigh observa en 1887 que les vieilles plaques de verre étaient moins réflectives que les récentes. Harold Dennis Taylor, expert en optique à Thomas Cooke and Sons of York un fabricant de télescopes de York, découvrit pareillement en 1886 que des lentilles ternies par le temps avaient une meilleure transmission que des lentilles polies récemment et en déduisit que l'indice de réfraction de la surface terne devait être moins grand que celui du verre de la lentille, d'où une réduction du coefficient de réflexion donc une augmentation de la transmission. Taylor fit breveter en 1904 une technique chimique d'altération de la surface des lentilles, destinée à produire un ternissement augmentant la transmission. Néanmoins le manque de répétabilité de la méthode n'en fit pas une technique de traitement efficace.
Un premier traitement antireflet fut breveté en 1935 par un des membres de l'équipe de Carl Zeiss, Olexander Smakula. Ce traitement améliora la transmission des optiques pour atteindre jusqu'à 98 % de transmission par surface.
Jusqu'en 1940, le développement des traitements antireflets demeura un secret militaire. À partir de 1990, les laboratoires Zeiss atteignirent des transmissions d'au moins 99,5 % pour leurs traitements par surface, et parvinrent aussi à créer des traitements corrigeant le déphasage en 1988

## Principe
La lumière incidente sur un dioptre subit plusieurs phénomènes divisant l'énergie d'origine en plusieurs parties :
- absorbée,
- transmise,
- diffusée,
- réfléchie

La distribution de l'énergie dans ces différentes parties dépend essentiellement des caractéristiques du matériau et de la surface, la diffusion dépend ainsi essentiellement de l'état de surface. On peut déduire la réflectivité d'un matériau d'après son indice de réfraction, dans le cas d'une onde transverse électrique on a :
{\displaystyle (1)r_{TE}={\frac {n_{1}\cos {(\theta _{1})}-n_{2}\cos {(\theta _{2})}}{n_{1}\cos {(\theta _{1})}+n_{2}\cos {(\theta _{2})}}}},
et pour une onde transverse magnétique :
{\displaystyle (2)r_{TM}={\frac {n_{2}\cos {(\theta _{1})}-n_{1}\cos {(\theta _{2})}}{n_{2}\cos {(\theta _{1})}+n_{1}\cos {(\theta _{2})}}}},
où :
- {\displaystyle r_{TE}} et {\displaystyle r_{TM}} sont les coefficients de réflexion de Fresnel,
- n1 et n2 les indices du milieu d'origine d'incidence et de réfraction respectivement,
- θ1 et θ2 les angles d'incidence et de réfraction respectivement.

En prenant ces coefficients en compte, dans le cas d'une couche mince déposée entre le milieu incident et le matériau considéré, on observe que pour un angle d'incidence normale :
{\displaystyle (3)R={\frac {(k_{1}k_{3}-k_{2}^{2})^{2}\cos {(k_{2}a)}^{2}+k_{2}^{2}(k_{3}-k_{1})^{2}\sin {(k_{2}a)}^{2}}{(k_{1}k_{3}+k_{2}^{2})^{2}\cos {(k_{2}a)}^{2}+k_{2}^{2}(k_{3}+k_{1})^{2}\sin {(k_{2}a)}^{2}}}},
où :
- {\displaystyle k_{i}={\frac {2n_{i}\pi }{\lambda }}}
- a est l'épaisseur de la couche mince
- les indices désignent :

1. Le milieu incident
2. La couche mince
3. Le milieu réfractant

La réflexion ne peut alors s'annuler que si le numérateur de (3) s'annule sachant que les milieux 1 et 3 sont différents, d'où :
{\displaystyle {\begin{aligned}(4)(k_{1}k_{3}-k_{2}^{2})^{2}\cos {(k_{2}a)}^{2}+k_{2}^{2}(k_{3}-k_{1})^{2}\sin {(k_{2}a)}^{2}=0&\Leftrightarrow {\begin{cases}(k_{1}k_{3}-k_{2}^{2})^{2}\cos {(k_{2}a)}^{2}=0\\k_{2}^{2}(k_{3}-k_{1})^{2}\sin {(k_{2}a)}^{2}=0\end{cases}}\\\ &\Leftrightarrow {\begin{cases}k_{1}k_{3}=k_{2}^{2}&(4.1)\\\sin {(k_{2}a)}^{2}=0&(4.2)\end{cases}}\end{aligned}}},
On déduit de ceci deux conditions de fonctionnement d'un traitement antireflet :
- {\displaystyle (4.1)n_{1}n_{3}=n_{2}^{2}},
- {\displaystyle (4.2)\forall p\in \mathbb {N} ,{\frac {2n_{2}\pi }{\lambda }}a=p\pi \Leftrightarrow a={\frac {p\lambda }{2n_{2}}}}.

## Types d'antireflets

### Monocouche
Les traitements antireflets les plus simples sont des traitements constitués d'une seule couche de matériau déposé à l'interface entre deux milieux, d'épaisseur {\displaystyle {\frac {\lambda }{4}}} et d'indice le plus proche possible de la moyenne géométrique des indices des deux milieux.
Dans le cas d'un traitement monocouche, la longueur d'onde sélectionnée est λ = 500nm. Elle est la longueur d'onde la plus sensible pour l’œil humain. Le revêtement devient ainsi efficace pour les longueurs d'onde du visible proches de cette valeur et perd de son utilité au fur et à mesure que l'on s'éloigne de cette valeur. C'est pour cette raison que nous pouvons observer une coloration violette ou verte sur les lentilles traitées de la sorte.

### Multicouche
Les traitements antireflets multicouche permettent justement d'éviter la perte des propriétés antireflet au voisinage des longueurs d'onde proche des infrarouges (λ > 800 nm) et des UV(λ < 400 nm). En effet, c'est l'alternance de couches d'épaisseur et d'indice différents qui va permettre d'étaler les propriétés d'antireflet sur toute la gamme du visible.

## Applications

### Optique ophtalmique
Les traitements antireflets déposés à la surface des lunettes de vue réduisent également la salissure (et les rayures grâce au traitement durci à base de microbilles de silice qui est déposé avant le traitement antireflet et qui permet à celui-ci de mieux adhérer au verre), grâce à des propriétés hydrophobe et oléophobe. Le traitement est réalisé à partir d'une couche mince d'oxyde de zirconium et de téflon d'environ 500 nm.
D'un point de vue esthétique, les interlocuteurs d'une personne qui porte des verres antireflets voient beaucoup mieux ses yeux. D'autre part, les verres antireflets évitent l'effet miroir bien visible sur les photos. Cet effet indésirable est dû aux fortes réflexions sur des verres sans antireflets.
Les traitements antireflets sont recommandés pour tous et sur tout type de verres, y compris les lunettes de soleil, les verres polarisants et verres photochromiques. Néanmoins, ils sont fragiles, car la silice est un matériau très rigide et le verre organique une résine thermodurcissable plus tendre, qui peut légèrement jouer sous l'effet de la chaleur. L'exposition à une forte chaleur (en plein soleil sur plage arrière d'une voiture, au bord d'une piscine, etc.) peut faire craquer la couche d'antireflet. Actuellement, les antireflets sont plus résistants, car multicouches, ce qui crée une sorte d'amortisseur entre les deux.
Une lunette de soleil n'aura un antireflet que sur la face interne (pour éliminer les reflets provenant de l'arrière) mais pas devant : d'une part pour des raisons esthétiques, d'autre part parce que le but d'une solaire est de diminuer la transmission des rayons lumineux pour diminuer l'éblouissement, ce qui est contradictoire avec la présence d'un antireflet, qui, lui, permet une meilleure transmission de la lumière.
La technologie anti-reflets sert aussi bien sûr à l'application militaire, pour diminuer les risques de détection pendant l'utilisation d'optiques de visée, montés sur arme ou sur trépied pour observation passive.